# Nilakka
Der Nilakka ist ein See in der finnischen Landschaft Nordsavo.
Der See hat eine maximale Länge von 41 km. Die Fläche beträgt 168,98 km².
Der See liegt auf einer Höhe von 102,3 m und weist eine maximale Tiefe von 21,74 m auf.
Am Ufer des Nilakka liegt der Ort Keitele. 
Der See wird vom Abfluss des nordöstlich gelegenen Sees Pielavesi gespeist.
Über die Stromschnellen Huuhtajankoski und Äyskoski fließt das Wasser des Nilakka zum südlich gelegenen See Rasvanki ab.
Über eine Reihe weiterer Seen, darunter Iisvesi und Konnevesi, erreicht das Wasser des Nilakka schließlich den See Päijänne. Somit liegt der Nilakka im Einzugsgebiet des Kymijoki.